# Anita Mui
(Dal discorso dell'ultimo concerto di Anita Mui, 15 novembre 2003)
Anita Mui, (梅艷芳 in cinese tradizionale), 梅艳芳 in caratteri cinesi semplificati, Méi Yànfāng in Pinyin) (Hong Kong, 10 ottobre 1963 – Hong Kong, 30 dicembre 2003), è stata una cantante e attrice cinese.
Nei suoi primi anni di attività fu una delle principali contributrici alla scena musicale cantopop, di cui è considerata una diva. Durante una serie di concerti a Hammersmith, a Londra, venne definita la "Madonna asiatica", appellativo conservato per tutta la sua carriera e usato sia dai media occidentali che orientali. Negli anni ottanta lo stile musicale gangtai venne rivoluzionato dai balli scatenati di Mui e dall'esibizione della sua femminilità. Era famosa per i suoi costumi oltraggiosi e le sue potenti performance in combinazione con canzoni in contralto, rare in cantanti femminili. Popolare non solo a Hong Kong, ma anche in molte nazioni asiatiche come Taiwan, Cina continentale, Singapore e Malaysia, rimase alla ribalta per quasi vent'anni nell'industria dello spettacolo di Hong Kong, dove spesso le star scompaiono rapidamente dopo un breve periodo di notorietà. Nel 2003 la sua carriera venne arrestata dalla diagnosi di un cancro cervicale, e la cantante morì a 40 anni.

## Carriera

### Primi anni
Anita Mui nacque in una famiglia povera, ultima di cinque figli. Anche la sua sorella più anziana, Ann Mui, era una cantante. Il padre morì quando Anita aveva solo cinque anni. A peggiorare le cose il bar condotto dalla madre venne distrutto da un incendio. Per aiutare la famiglia dovette abbandonare la scuola ed entrò nel mondo dello spettacolo a cinque anni. Interpretava parti dell'opera cinese canzoni nei teatri e nelle strade. Sia Anita che la sua sorella più anziana Ann Mui si esibivano praticamente in ogni night club che offrisse loro una possibilità di guadagnare.

### Musica
Nel 1982 Mui vinse la prima edizione del concorso televisivo New Talent Singing Awards con la canzone The Windy Season (風的季節), battendo oltre 3.000 concorrenti. Nonostante il suo titolo dell'epoca come "nuovo talento" aveva ormai accumulato più di dieci anni di esperienza cantando in strada e nei club.
Come parte del premio la Capital Artists, una casa editrice locale, pubblicò il primo album di Mui. Questo album ebbe una tiepida accoglienza, ma i successivi ebbero molto più successo, man mano che Anita sviluppava il suo stile e la sua immagine personale. Vinse consecutivamente il RTHK Top 10 Gold Songs Awards del 1983 e 1984. La sua serie di vittorie continuò nel 1985 con il suo primo Jade Solid Gold Best Ten Music Awards Presentation per la miglior cantante femminile, premio che vinse consecutivamente per i successivi quattro anni fino al 1989.
Mui pubblicò in totale 50 album. Il suo album di maggior successo fu Bad Girl (壞女孩) del 1985, che vendette oltre 400 000 copie (otto volte disco di platino per gli standard di Hong Kong). Nella sua carriera ha venduto 10 milioni di album.
Tenne la sua prima serie di 15 concerti nel 1985. A partire dalla fine del 1987 fino all'inizio del 1988 tenne una serie di 28 concerti consecutivi all'Hong Kong Coliseum, stabilendo il record dell'epoca e ottenendo il titolo di "Ever Changing Anita Mui" (百變梅艷芳), che divenne il suo marchio di fabbrica. La sua popolarità cominciò a crescere anche al di fuori di Hong Kong. Nel 1988 venne invitata a cantare alla cerimonia di apertura delle XXIV Olimpiade a Seul e comparve sul palco insieme a Janet Jackson. Nel corso della sua carriera si è esibita in 300 concerti.
Nel 1990 Mui annunciò che avrebbe smesso di ricevere premi per la musica per dare una possibilità ai nuovi arrivati. Tenne concerti d'addio per 33 notti consecutive prima di ritirarsi dal palco. A 28 anni uscì dall'industria dell'intrattenimento solo per ritornare sul palco nel 1994. Dopo essere diventata famosa Anita ha fatto da mentore a diversi nuovi cantanti, tra cui Andy Hui, Denise Ho, Edmond Leung e la banda Grasshopper. Come riconoscimento per i suoi successi in campo musicale le venne assegnato il RTHK Golden Needle Award nel 1998.

### Cinema

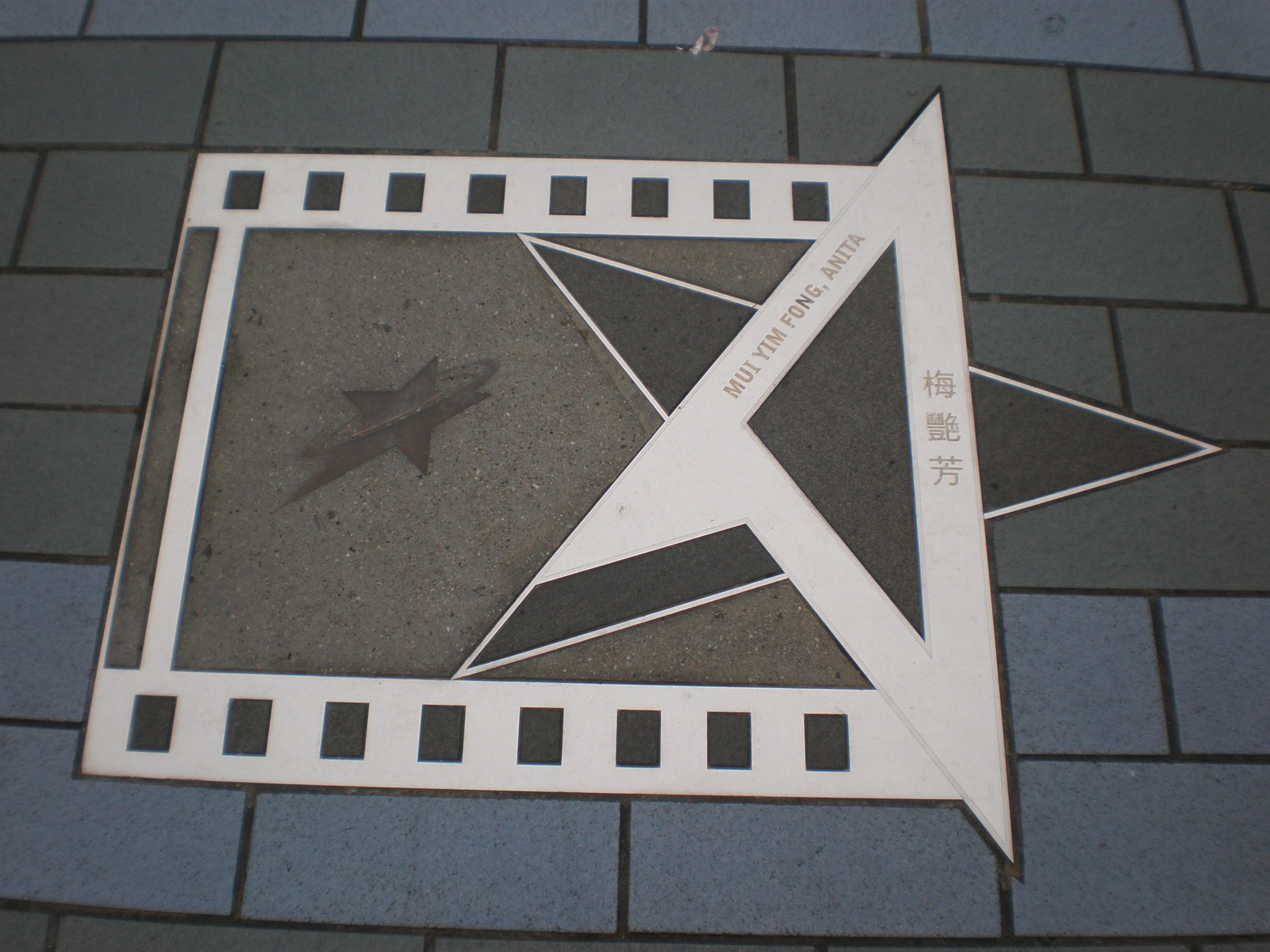
La stella di Mui sull'Avenue of Stars di Hong Kong

Mui recitò in più di 40 film in un periodo di vent'anni., principalmente film d'azione, thriller e di arti marziali, ma ha interpretato anche ruoli comici e drammatici, tra cui A Better Tomorrow III, ultimo capitolo di una serie di film d'azione inizialmente diretta e poi prodotta da John Woo. Antecedentemente a questa, Anita aveva già ricevuto il suo primo premio come miglior attrice non protagonista per il film Fate nel 1984, quattro anni dopo vinse il Golden Horse Award 1988 come miglior attrice per il film Rouge. Sempre con Rouge vinse il premio nel 1989 all'Hong Kong Film Awards come miglior attrice protagonista.
Nel 1993 interpretò, insieme a Michelle Yeoh e Maggie Cheung, The Heroic Trio, uno dei suoi film d'azione più popolari. Nel 1995, ricevette una certa fama all'estero recitando insieme a Jackie Chan in Terremoto nel Bronx.
Nel 1997 vinse un altro Hong Kong Film Award come miglior attrice non protagonista con il film Eighteen Springs. Nel 2002, vinse il Golden Deer Awards del Changchun Film Festival come miglior attrice con July Rhapsody.
Avrebbe dovuto comparire nel film del 2004 La foresta dei pugnali volanti di Zhang Yimou. Rinunciò alla sua parte solo due settimane prima della sua morte. Zhang riservò comunque fino all'ultimo la sua parte nel film a causa della sua cattiva salute. Per rispetto a Mui, Zhang non scelse un'altra attrice per il suo ruolo e il personaggio venne rimosso dalla sceneggiatura. Nei titoli di coda comparve la dedica "In Memory of Anita Mui 1963-2003".
Per tutta la sua carriera la stampa scandalistica la perseguitò pubblicando pettegolezzi, come essere dipendente dalla droga, essersi sottoposta a chirurgia plastica, avere manie suicide, venir connessa alla morte di un leader della Triade. Così come anche continue voci su rapporto con compagni di lavoro sul set..

### Beneficenza

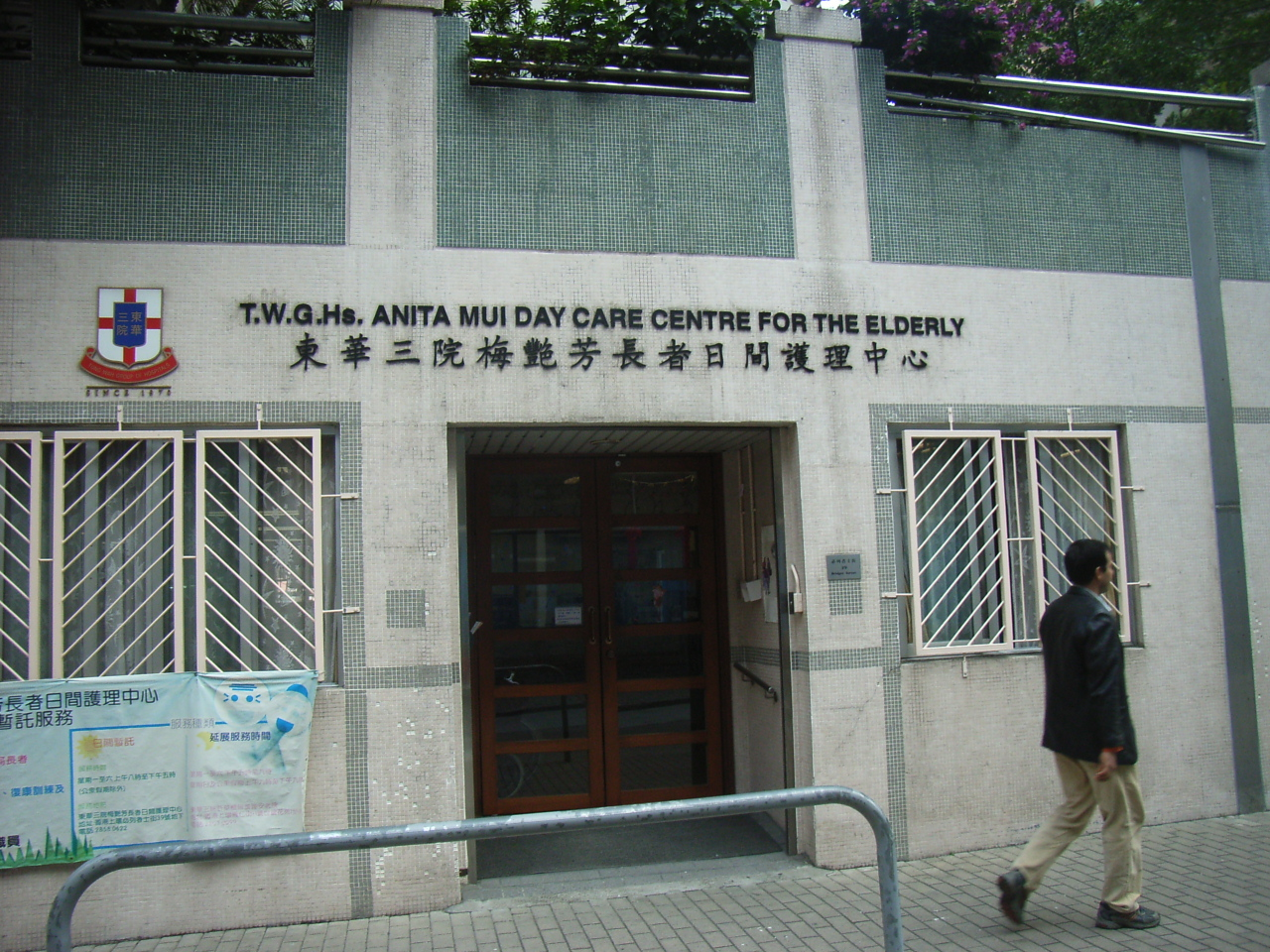
Uno dei centri di soccorso fondati da Anita Mui

Mui fu molto attiva in progetti di soccorso. Fondò una casa di riposo a San Francisco e il suo sindaco nominò nel 1992 il 18 aprile come "Anita Mui Day". Nel 1993 fondò la 梅艷芳四海一心基金會 ("Fondazione di carità vero cuore di Anita Mui"). Lo stesso anno fu una delle fondatrici della Hong Kong Performing Artistes Guild. Anche il sindaco di Toronto annunciò il 23 ottobre 1993 come "Anita Mui Day".
Durante la crisi della SARS organizzò il 1:99 Concert per raccogliere fondi destinati alle famiglie colpite dalla malattia. Ricevette anche il premio "Fighting Against SARS Award" dalla RTHK e dal giornale Ming Pao.
Nel 2003 scrisse e pubblicò il libro 現代女人心 (Il cuore della donna moderna), i cui profitti furono destinati alla "Children's Cancer Foundation". Il 23 settembre 2004 aprì l'Anita Mui True Heart Digital Multimedia Studio alla University of Hong Kong. Questo includeva equipaggiamento per la produzione audio e video allo stato dell'arte.

### Morte ed eredità
Il 5 settembre 2003 Mui annunciò pubblicamente che soffriva di un cancro alla cervice. Sapendo che non avrebbe potuto sopravvivere alla malattia, tenne una serie di concerti finali intitolati "Anita Classic Moment Live Concert", consistente di 8 serate tenute all'Hong Kong Coliseum nel 2003. Fu la sua ultima serie di concerti prima della sua morte. Tra gli ospiti ci furono Jacky Cheung, Sandy Lam, David Tao, Eason Chan, Andy Hui, Alan Tam, George Lam, Hacken Lee, i Grasshoper e Kelly Chen. Il suo ultimo atto simbolico fu di "sposare il palco" e di uscire di scena sulle note della sua canzone Sunset Melody (夕陽之歌). La sua ultima canzone cantata sul palco fu Cherish When We Meet Again (珍惜再會時), una versione di Let's Just Kiss And Say Goodbye dei The Manhattans. Mui perse infine la sua battaglia contro il cancro e morì per complicazioni respiratorie all'Hong Kong Sanatorium and Hospital il 30 dicembre 2003 alle 2:50. Migliaia di fan si presentarono ai suoi funerali a North Point nel gennaio 2004.
Nel 1998 la ATV produsse la serie Forever Love Song basata liberamente sulla vita di Anita Mui, ma con i nomi dei personaggi cambiati. Nel 2007 la China Education Television trasmise la serie Anita Mui Fei (梅艷芳菲) di 42 episodi in cui raccontò i molti drammi della sua vita. In questa serie compaiono anche Andy Lau e Leslie Cheung, sebbene molti degli argomenti più sensibili, come la sua malattia, il suicidio di Cheung e i problemi con la madre vennero evitati. Alice Chan (陳煒) interpreta la parte di Mui nella serie.
L'11 ottobre 2008 la TVB le dedicò il programma 我們的梅艷芳 ("La nostra Anita Mui"). Molti fan e membri del personale tecnico che avevano lavorato con lei ebbero la possibilità di raccontare la loro esperienza personale con Mui. Tra i cantanti che parteciparono al programma ci furono Andy Hui, Edmond Leung e Stephanie Cheng.
Le sue ceneri sono interrate nel mausoleo del monastero buddista di Po Lin sull'isola di Lantau.

#### Eredità
Nelle sue volontà lasciò due proprietà al suo designer di moda e il resto al Karen Trust – un fondo che aveva fatto preparare dalla HSBC International Trustees, e tra i cui beneficiari sono inclusi sua madre, Tam Mei-kam, e quattro nipoti. Il fondo fornisce a Tam un assegno mensile di 70.000 HKD, e dopo la morte di Tam i beni passeranno alla New Horizon Buddhist Association. Nel maggio 2005 Tam ottenne un pagamento in un'unica soluzione di 705.000 HKD, in seguito al quale richiese e ottenne un altro pagamento aggiuntivo per pagare 50.000 HKD di spese mediche in dicembre. La sua richiesta di fondi per contestare l'eredità venne negata.
Nel 2008 le proprietà di Anita Mui vennero stimate pari a un valore di 100 milioni di HKD. Tam Mei-kam contestò il testamento affermando che Anita non fosse nella sua pienezza di mente quando firmò le sue volontà nel 2003, qualche settimana prima della sua morte. L'alta corte di Hong Kong decise che Mui era sana di mente quando firmò il testamento e che semplicemente non si fidava di lasciare la somma nelle mani di sua madre. Nel corso degli anni Tam tentò diverse volte di contestare il testamento, riuscendo ad aumentare il suo assegno mensile a 120.000 HKD. Nel 2011 un nuovo appello di Tam e di Peter Mui (fratello più anziano di Anita) fallì di fronte alla Court of Final Appeal.

## Incidenti

### Cittadinanza
Mui si trasferì in Canada negli anni novanta dove abitò per due anni e guadagnò lo status di landed immigrant, che venne però annullato a causa delle sue costanti assenze dal Canada. Non ottenne mai la cittadinanza canadese.

### Censura
Nel 1995 Mui si esibì nella canzone Bad Girl (壞女孩) a Canton, Cina dove questa era all'epoca stata vietata, poiché all'epoca era stata considerata pornografica dalle autorità cinesi. Le autorità governative furono infuriate quando decise di cantare la canzone l'ultimo giorno della sua serie di concerti.

## Discografia
Anita Mui ha cantato principalmente in cantonese, ma anche in cinese e giapponese

### In cantonese
- 1982 – 心債 (Debts of Love) (Capital Artists)
- 1983 – 赤色梅艷芳 (Crimson Anita Mui). (Capital Artists)
- 1984 – 飛躍舞台 (Mystery of Love). (Capital Artists)
- 1985 – 似水流年 (The Dream-like Years). (Capital Artists)
- 1986 – 壞女孩 (Bad Girl). (Capital Artists)
- 1986 – 妖女 (Evil Girl). (Capital Artists)
- 1987 – 似火探戈 (Fired Tango). (Capital Artists)
- 1987 – 烈焰紅唇 (Hot Lips). (Capital Artists)
- 1988 – 夢裡共醉 (Drunken Dreams). (Capital Artists)
- 1988 – 百變梅艷芳再展光華87-88演唱會 (Anita Mui in Concert 87-88). (Capital Artists)
- 1988 – 醉人情懷. (Capital Artists)
- 1988 – - (We'll be Together). (Capital Artists)
- 1989 – 淑女 (Lady). (Capital Artists)
- 1989 – In Brazil. (Capital Artists)
- 1989 – 愛我便說愛我吧. (Capital Artists)
- 1990 – 封面女郎 (Cover Girl). (Capital Artists)
- 1990 – 百變梅艷芳夏日耀光華演唱會1990 (Anita in Concert '90). (Capital Artists)
- 1991 – 慾望野獸街 (Wild Streets). (Capital Artists)
- 1992 – The Legend of the Pop Queen Part I. (Capital Artists)
- 1992 – The Legend of the Pop Queen Part II. (Capital Artists)
- 1993 – 情幻一生. (Capital Artists)
- 1993 – 變 (Change). (Capital Artists)
- 1993 – 皇者之風. (Capital Artists)
- 1993 – 戲劇人生. (Capital Artists)
- 1994 – 是這樣的 (It's Like This). (Capital Artists)
- 1995 – 歌之女 (Song Girl). (Capital Artists)
- 1997 – 鏡花水月 ( The Reflection of Moonlight ). (Capital Artists)
- 1997 – 情歌 (Love Songs ). (Capital Artists)
- 1998 – 變奏. (Capital Artists)
- 1998 – 情歌 II (Love Songs II). (Capital Artists)
- 1999 – Larger Than Life. (Capital Artists)
- 2002 – With. (Go East Entertainment)

### Mandarino
- 1986 – 蔓珠莎華 (Manjusaka) (Rock Records).
- 1988 – 百變梅艷芳烈焰紅唇 (Ever-changing Anita Mui - Flaming Red Lips ). (Rock Records).
- 1991 – 親密愛人 (Intimate Lover ). (Rock Records).
- 1994 – 小心 (Caution ). (Capital Artists).
- 1997 – 芳蹤乍現台北演唱會實錄 (Anita Mui 1997 Live in Taipei ). (Music Impact).
- 1997 – 女人花(in mandarino). (Music Impact).
- 1998 – 床前明月光 (Moonlight on My Bed). (Anita Music Collection).
- 1999 – 沒話說 (Nothing to Say ). (Anita Music Collection).

### Cantonese / Mandarino
- 1995 – 一個美麗的回響演唱會 (Anita Mui Live in Concert 1995). (Capital Artists).
- 2000 – I'm So Happy. (Capital Artists).
- 2001 – 眾裡尋芳45首. (Capital Artists).
- 2002 – 梅艷芳極夢幻演唱會2002 (Anita Mui Fantasy Gig 2002). (Music Nation Records Company).

### Giapponese
- 1983 – 強吻之前
- 1983 – 日い花嫁

## Filmografia
- The Sensational Pair (叔侄．縮窒) (1983)
- Mad Mad 83 (瘋狂83) regia di Yuen Chor (1983)
- Let's Make Laugh (表錯七日情) regia di Alfred Cheung (1983)
- Behind the Yellow Line (緣份, Yuen fan), regia di Taylor Wong (1984)
- The Musical Singer (歌舞昇平), regia di Dennis Yu (1985)
- Lucky Diamond (祝您好運), regia di Yuen Cheung-Yan (1985)
- Young Cops (青春差館) (1985)
- Why, Why, Tell Me Why? (壞女孩) (1986)
- Happy Din Don (歡樂叮噹) (1986)
- Last Song in Paris (偶然), regia di Yuen Chor (1986)
- 100 Ways To Murder Your Wife (殺妻二人組), regia di Kenny Bee (1986)
- Mr. Boo VII: Chocolate Inspector (神探朱古力), regia di Philip Chan (1986)
- Scared Stiff (小生夢驚魂), regia di Chia Yung Liu (1987)
- Happy Bigamist (一屋兩妻), regia di Anthony Chan (1987)
- Troubling Couples (開心勿語), regia di Eric Tsang (1987)
- Rouge (胭脂扣), regia di Stanley Kwan (1988)
- One Husband too Many (一妻兩夫), regia di Anthony Chan (1988)
- The Greatest Lover (公子多情), regia di Clarence Fok Yiu-leung (1988)
- Three Wishes (黑心鬼), regia di Billy Chan (1988)
- Miracles (奇蹟), regia di Jackie Chan (1989)
- A Better Tomorrow III (英雄本色3:夕陽之歌), regia di Tsui Hark (1989)
- The Fortune Code (富貴兵團), regia di Kent Cheng (1990)
- The Last Princess of Manchuria (川島芳子), regia di Eddie Ling-Ching Fong (1990)
- Shanghai Shanghai (亂世兒女), regia di Teddy Robin Kwan (1990)
- The Top Bet (賭霸), regia di Corey Yuen (1991)
- Au Revoir, Mon Amour (何日君再來), regia di Tony Au (1991)
- The Banquet (豪門夜宴), regia di Alfred Cheung (1991)
- Saviour of the Soul (91神鵰俠侶), regia di David Lai (1991)
- Justice, My Foot (審死官), regia di Johnnie To (1992)
- Moon Warriors (戰神傳說), regia di Sammo Hung (1992)
- Fight Back to School III (逃學威龍3之龍過雞年), regia di Wong Jing (1993)
- The Heroic Trio (東方三俠), regia di Johnnie To (1993)
- The Mad Monk (濟公), regia di Johnnie To (1993)
- The Magic Crane (新仙鶴神針), regia di Benny Chan (1993)
- The Executioners (現代豪俠傳), regia di Ching Siu-Tung (1993)
- Drunken Master 2 (醉拳2), regia di Lau Kar-Leung (1994)
- Terremoto nel Bronx (紅番區), regia di Stanley Tong (1995)
- My Father is a Hero (給爸爸的信), regia di Corey Yuen (1995)
- Twinkle Twinkle Lucky Stars 1996 (運財智叻星), regia di Wong Jing (1996)
- Who's the Woman, Who's the Man (金枝玉葉2), regia di Peter Chan (1996)
- Eighteen Springs (半生緣), regia di Ann Hui (1997)
- Wu Yen (鍾無艷), regia di Wai Ka-Fai (2001)
- Midnight Fly (慌心假期), regia di Cheung Chi-Leung Cheung (2001)
- Let's Sing Along (男歌女唱), regia di Matt Chow (2001)
- Dance of a Dream (愛君如夢), regia di Andrew Lau (2001)
- July Rhapsody (男人四十), regia di Ann Hui (2002)

### Per la televisione
- Summer Kisses, Winter Tears (香江花月夜) (1983)

## Concerti Tour/Specials
| Anno      | Titolo                                            | Traduzione                                                      | Formati di pubblicazione        |
| --------- | ------------------------------------------------- | --------------------------------------------------------------- | ------------------------------- |
| 1985–1986 | 梅艷芳盡顯光華演唱會                              | Anita Mui in concerto '85                                       | trasmissione televisiva         |
| 1987–1988 | 百變梅艷芳再展光華演唱會                          | Anita Mui in concerto 87–88                                     | LD/CD/VHS                       |
| 1990      | 百變梅艷芳夏日耀光華演唱會                        | Anita Mui in concerto '90                                       | LD/CD                           |
| 1991–1992 | 百變梅艷芳告別舞台演唱會                          | Concerto finale di Anita Mui                                    | VHS (edizione limitata)/DVD/VCD |
| 1994      | 情歸何處II梅艷芳感激歌迷演唱會                    | Anita Mui concerto di apprezzamento per i fan                   | trasmissione televisiva         |
| 1995      | 梅艷芳一個美麗的回嚮演唱會                        | Anita Mui in concerto '95                                       | LD/CD/VCD                       |
| 1999      | 百變梅艷芳演唱會1999 / 百變梅艷芳演唱會1999延續篇 | Anita Mui in concerto 1999 / Anita Mui in Concerto 1999 parte 2 | non pubblicato                  |
| 2001      | 梅艷芳 Mui Music Show                             | Anita Mui Mui Music Show                                        | Radio / trasmissione televisiva |
| 2002      | 梅艷芳極夢幻演唱會                                | Anita Mui giga fantasy 2002                                     | CD/DVD/VCD                      |
| 2003      | 梅艷芳經典金曲演唱會                              | Anita momenti classici dal vivo                                 | CD/DVD/VCD                      |

## Riconoscimenti
- New Talent Singing Awards vincitrice 1982
- Top 10 Jade Solid Gold alla miglior cantante femminile dal 1985 al 1989
- Hong Kong Film Awards alla miglior attrice non protagonista nel 1985 per Behind the Yellow Line
- Golden Horse Awards alla miglior attrice protagonista 1988 per Rouge
- Asia-Pacific Film Festival alla miglior attrice protagonista 1989 per Rouge
- Hong Kong Film Awards alla miglior attrice protagonista 1989 per Rouge
- Hong Kong Film Awards alla miglior attrice non protagonista 1998 per Eighteen Springs
- Golden Bauhinia Awards alla miglior attrice non protagonista 1998 per Eighteen Springs
- RTHK Golden Needle Award 1998
- Golden Deer Awards alla miglior attrice protagonista 2002 per July Rhapsody